# Rzepiczna
Rzepiczna (do roku 2008 Rzepiczyna) – wieś borowiacka w Polsce, położona w województwie kujawsko-pomorskim, w powiecie tucholskim, w gminie Tuchola.
W roku 1910 administracja niemiecka w ramach germanizacji nazewnictwa zmieniła nazwę z okresu zaboru Repitzno na formę ahistoryczną Repnitz.
W latach 1975–1998 miejscowość administracyjnie należała do województwa bydgoskiego. Obecnie w skład sołectwa Rzepiczna wchodzi również miejscowość Barłogi. Według Narodowego Spisu Powszechnego (III 2011 r.) liczyła 176 mieszkańców. Jest dziesiątą co do wielkości miejscowością gminy Tuchola.